# Volkswagen Taigo
La Volkswagen Taigo (ou Nivus selon le marché) est un crossover compact coupé du constructeur automobile allemand Volkswagen produit à partir de 2020 au Brésil, puis en 2021 en Espagne.

## Présentation
La Volkswagen Taigo est dévoilée le 28 mai 2020 dans l’usine d'Anchieta, dans la province de São Bernardo do Campo sous le nom de Volkswagen Nivus, patronyme qu'elle porte au Brésil. Puis, il est commercialisé à partir de 2021 sous le nom Taigo en Europe où elle rejoint les Touareg, Tiguan, T-Roc et T-Cross dans la gamme du constructeur.
Le lancement sur le marché a lieu au Brésil mi-2020 et début 2021 dans le reste de l'Amérique du Sud et enfin en Europe fin 2021. Dans le segment populaire des SUV, le véhicule est positionné en Europe de la même manière que les modèles SUV Volkswagen T-Roc et Volkswagen T-Cross.
Le Nivus est le premier véhicule / dérivé d'importance mondiale développé par Volkswagen do Brasil. Peu de temps après le début de la production du T-Cross, VW a annoncé le développement d'un "Nouveau Coupé Urbain" et d'un troisième modèle pour Pampelune (Taigo),.
La Taigo se démarque notamment du T-Cross par sa chute de pavillon prononcée ainsi que son bandeau lumineux entre les feux arrière, alors qu'il n'est que factice sur le T-Cross.

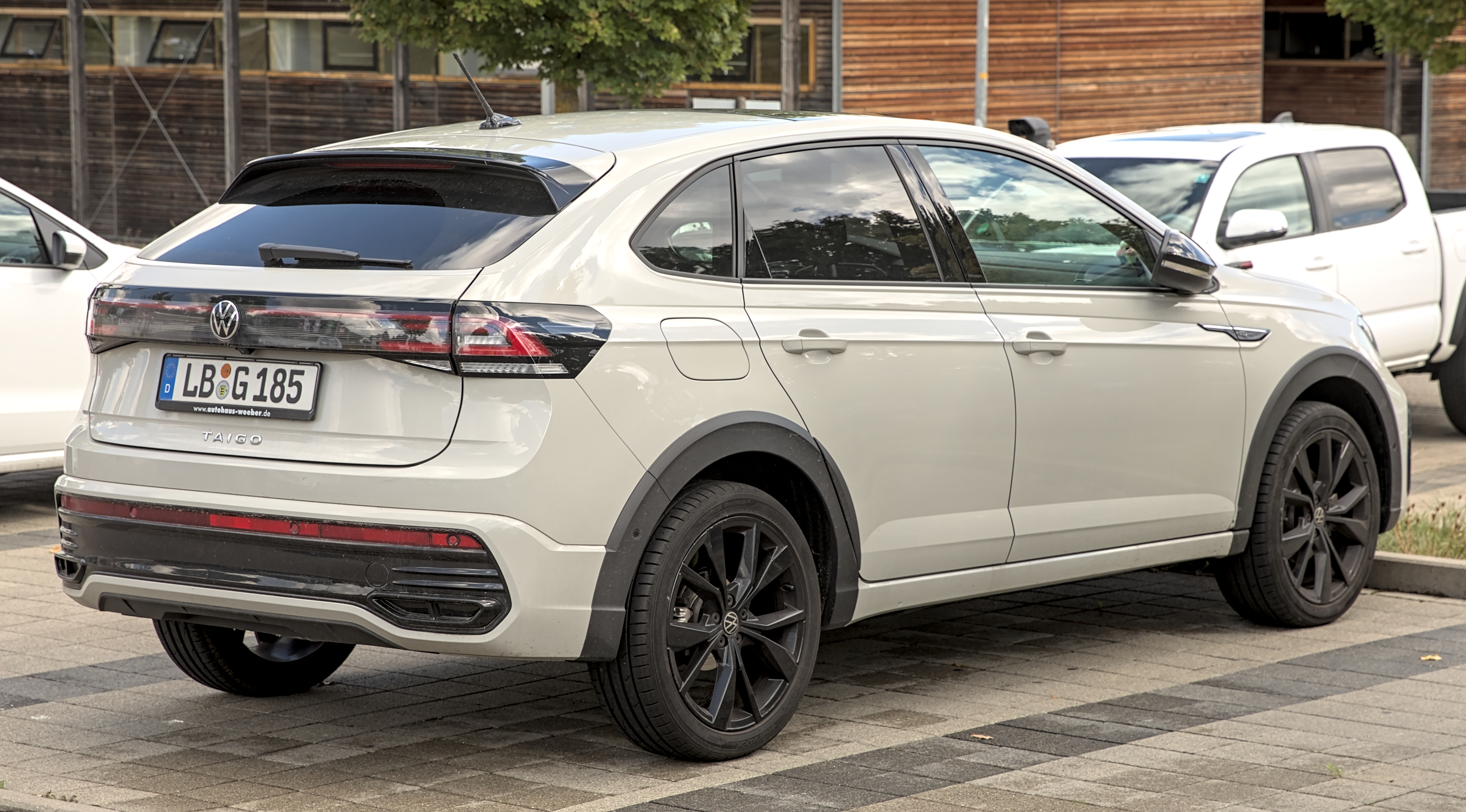
VW Taigo R-Line
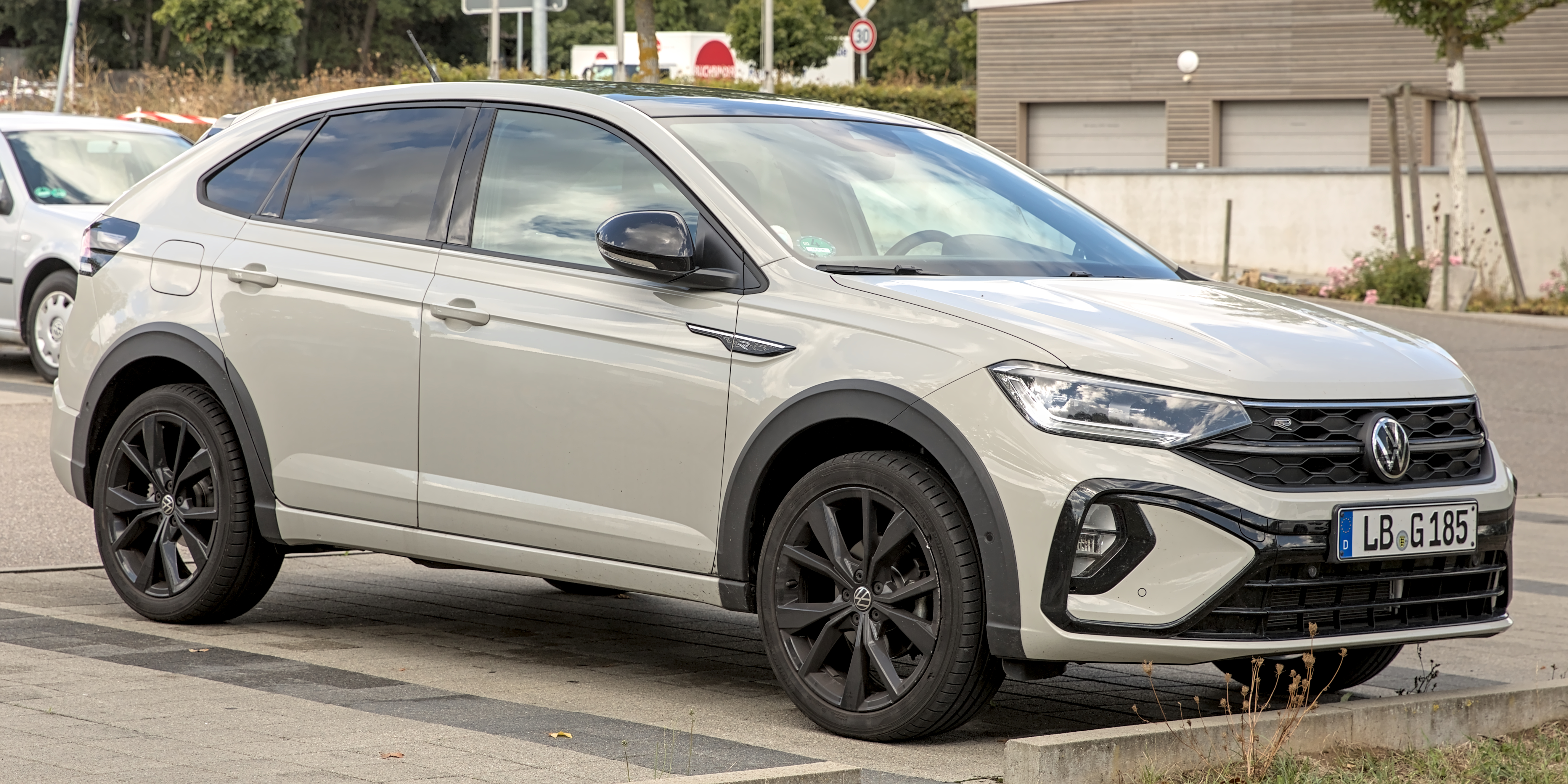
VW Taigo R-Line
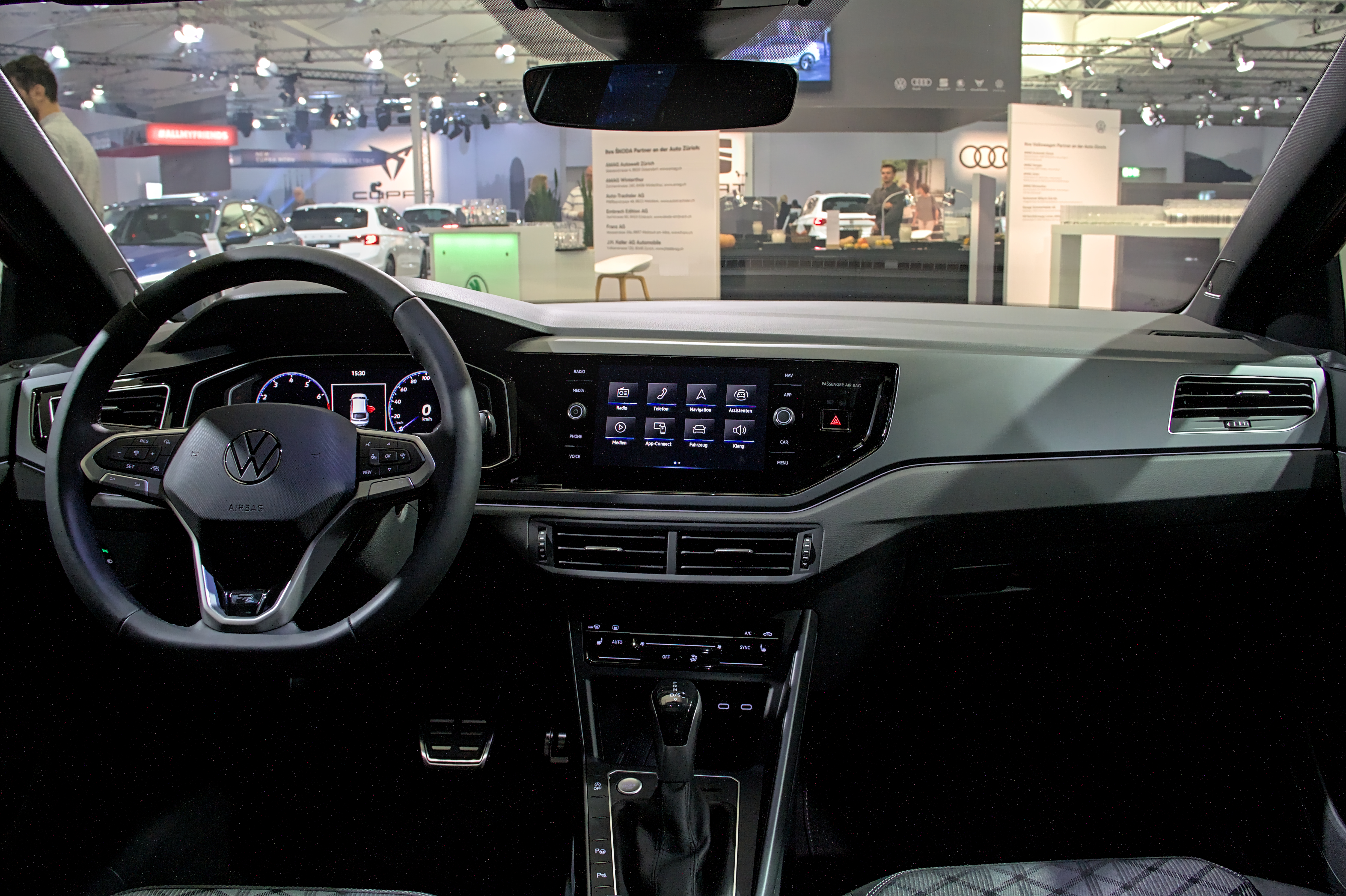
VW Taigo (intérieur)

## Caractéristiques techniques
Le crossover est basé sur la plateforme technique MQB-A0 (Modularer Querbaukasten) du Groupe Volkswagen et sur le Volkswagen T-Cross (dérivé coupé)
Le Nivus est un pionnier sur les pays émergents en matière de systèmes d'assistance (premier sur le segment du Brésil avec contrôle à distance) et de connectivité (VW Play de Visteon, premier modèle avec la mise en miroir de smartphones). Comme avec son frère de plate-forme, le T-Cross, certaines options de transmission sont réservées aux finitions les plus complexes, ce qui signifie que ni la transmission intégrale (MQB-A1) ni les finitions d'électrification modulaire ne sont fournis,.

### Motorisations
Au Brésil, le Nivus est équipé d’un moteur Flexfuel essence-méthanol de 128 ch qui n'est pas proposé sur le Taigo européen.
| Logo de Volkswagen         | Caractéristiques techniques du Volkswagen Taigo | Caractéristiques techniques du Volkswagen Taigo | Caractéristiques techniques du Volkswagen Taigo | Caractéristiques techniques du Volkswagen Taigo |
| Logo de Volkswagen         | 1.0 TSI 95                                      | 1.0 TSI 116                                     | 1.0 TSI 116                                     | 1.5 TSI 150                                     |
| -------------------------- | ----------------------------------------------- | ----------------------------------------------- | ----------------------------------------------- | ----------------------------------------------- |
| Moteur                     | 3-cylindres en ligne                            | 3-cylindres en ligne                            | 3-cylindres en ligne                            | 4-cylindres en ligne                            |
| Alimentation               | Turbocompressé                                  | Turbocompressé                                  | Turbocompressé                                  | Turbocompressé                                  |
| Cylindrée (cm3)            | 999                                             | 999                                             | 999                                             | 1 498                                           |
| Puissance maximale ch (kW) | 95 (70)                                         | 116 (85)                                        | 116 (85)                                        | 150 (110)                                       |
| au régime de (tr/min)      | 5500                                            | 5500                                            | 5500                                            | 6000                                            |
| Couple maximal (N m)       | 175                                             | 200                                             | 200                                             | 250                                             |
| au régime de (tr/min)      | 1600 à 3500                                     | 2000 à 3000                                     | 2000 à 3000                                     | 1500 à 3500                                     |
| Boîte de vitesses          | Manuelle 5 rapports                             | Manuelle 6 rapports                             | Automatique séquentielle 7 rapports             | Automatique séquentielle 7 rapports             |
| Vitesse maximale (km/h)    | 183                                             | 191                                             | 191                                             | 212                                             |
| 0-100 km/h (s)             | 11,1                                            | 10,4                                            | 10,9                                            | 8,3                                             |
| Consommation (L/100 km)    | 5,4                                             | 5,4                                             | 5,6                                             | 5,8                                             |
| Émissions de CO2 (g/km)    | 123                                             | 123                                             | 128                                             | 132                                             |
| Capacité du réservoir (L)  | 40                                              | 40                                              | 40                                              | 40                                              |
| Masse à vide (kg)\|        | 1229                                            | 1244                                            | 1263                                            | 1304                                            |
| Norme environnementale     | Euro 6d Temp                                    | Euro 6d Temp                                    | Euro 6d Temp                                    | Euro 6d Temp                                    |

## Finitions
- Life
- Style
- R-Line

Série limitée

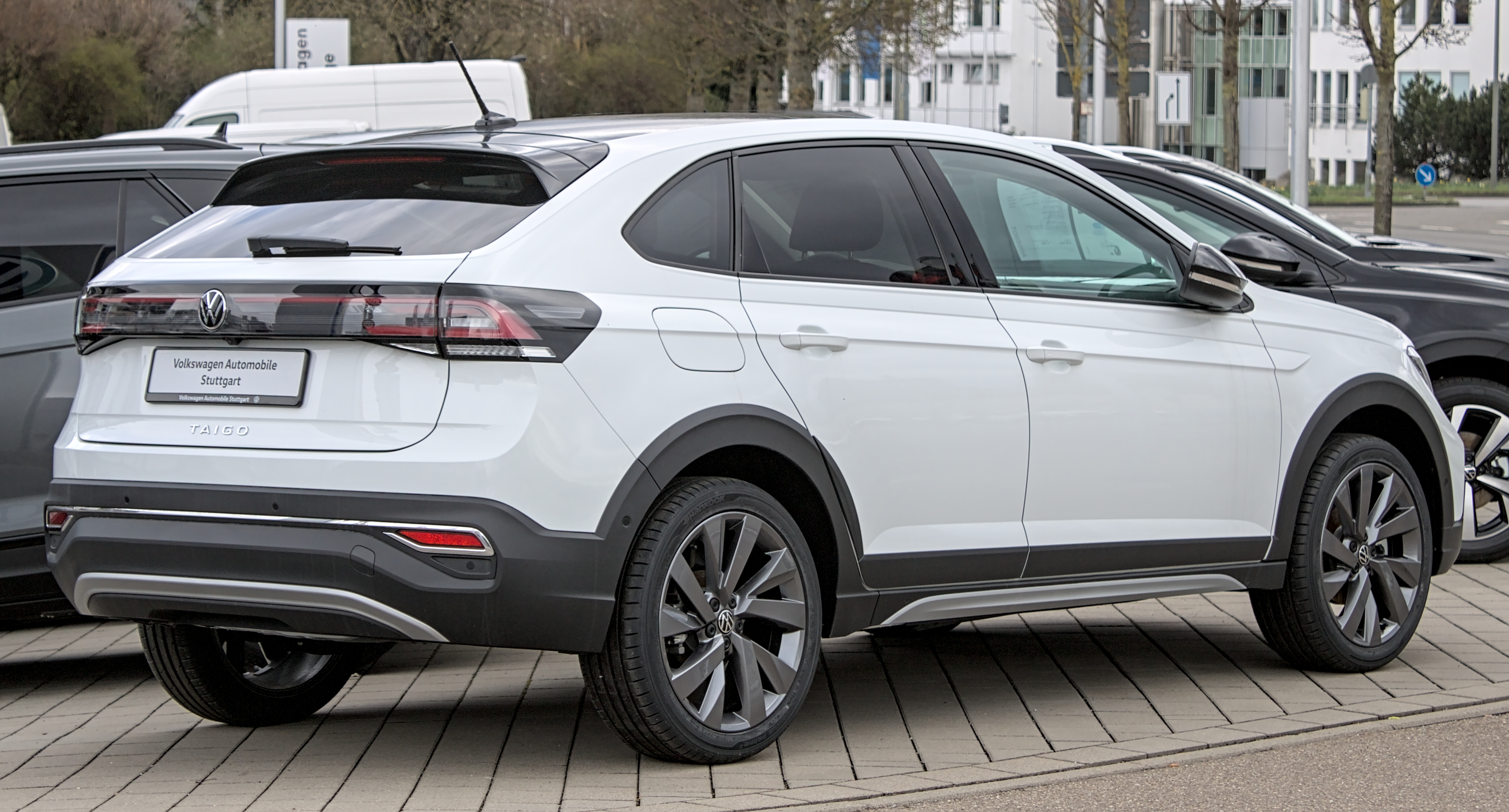
VW Taigo

- First Edition, sur la base de la finition R-Line et disponible d'octobre 2021 à janvier 2022[9].

À partir de septembre 2024 :
- Taigo
- Life Plus
- R-Line

Séries spéciales
- VW Edition
- R-Line Edition